# 9084 Achristou
A 9084 Achristou (ideiglenes jelöléssel 1995 CS1) egy kisbolygó a Naprendszerben. David J. Asher fedezte fel 1995. február 3-án.